# Furstendömet Grubenhagen
Furstendömet Grubenhagen [grõben-] var 1286-1596 ett furstendöme omfattande städerna Einbeck och Osterode med kringliggande område. Området ingick senare i den preussiska provinsen Hannover. Sitt namn erhöll furstendömet efter det i trettioåriga kriget (1621) förstörda slottet Grubenhagen, nära Einbeck. 1617 kom Grubenhagens område till det av adelslinjen Braunschweig-Lüneburg-Celle regerade Furstendömet Lüneburg och efter 1705 till Hannover.